# 贊氏銀杜父魚
贊氏銀杜父魚為輻鰭魚綱鮋形目杜父魚亞目杜父魚科的其中一種。分布於西北太平洋區，包括日本北海道、日本海北部及俄羅斯千島群島等海域，屬底棲性魚類，深度在水深0至85公尺，體長可達9公分，生活習性不明。